# Karoly Grosz (illustratore)

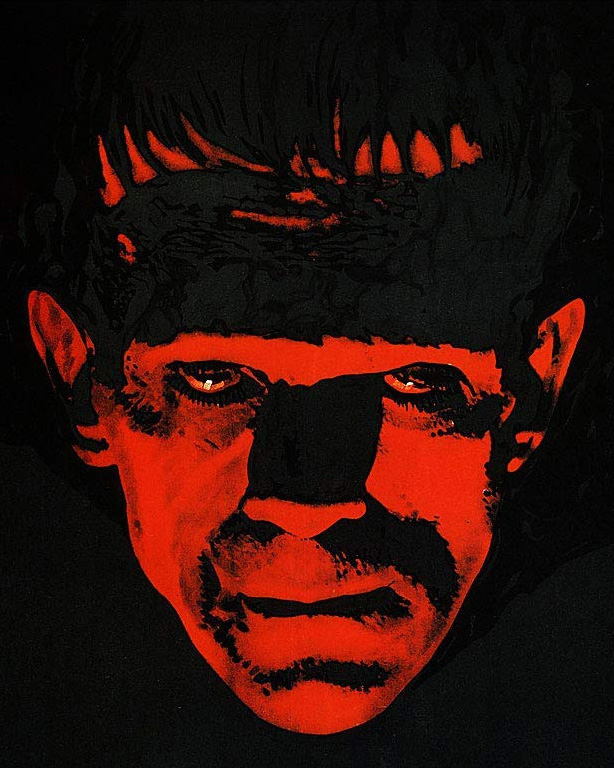
Illustrazione di Boris Karloff nei panni del mostro di Frankenstein per il film del 1931.

Karoly Grosz (/ˈkɑːˌrɔɪ ˈɡroʊs/; Ungheria, 1896 ca. – dopo il 1938) è stato un illustratore ungherese di locandine cinematografiche durante l'età d'oro di Hollywood.

## Biografia
Fu direttore artistico alla Universal Pictures per gran parte del 1930, dove si occupò delle campagne pubblicitarie dell'azienda, creando centinaia di illustrazioni. È noto soprattutto per le sue locandine dei classici del genere horror.